# Hanguana
Hanguana Blume, 1827 è un genere di piante angiosperme dell'ordine Commelinales, unico genere della famiglia Hanguanaceae Airy Shaw, 1965.

## Tassonomia
Il genere comprende le seguenti specie:
- Hanguana anthelminthica (Blume ex Schult. & Schult.f.) Masam.
- Hanguana bakoensis Siti Nurfazilah, Sofiman Othman & P.C.Boyce
- Hanguana bogneri Tillich & E.Sill
- Hanguana corneri Škorničk. & P.C.Boyce
- Hanguana deflexa Hrones & Dancák
- Hanguana exultans Siti Nurfazilah, Mohd Fahmi, Sofiman Othman & P.C.Boyce
- Hanguana fraseriana Škorničk. & Kiew
- Hanguana karimatae Randi & Škorničk.
- Hanguana kassintu Blume
- Hanguana loi Mohd Fahmi, Sofiman Othman & P.C.Boyce
- Hanguana major Airy Shaw
- Hanguana malayana (Jack) Merr.
- Hanguana minor (Miq.) Škorničk. & Niissalo
- Hanguana nana Randi & Škorničk.
- Hanguana neglecta Škorničk. & Niissalo
- Hanguana nitens Siti Nurfazilah, Mohd Fahmi, Sofiman Othman & P.C.Boyce
- Hanguana pantiensis Siti Nurfazilah, Mohd Fahmi, Sofiman Othman & P.C.Boyce
- Hanguana podzolicola Siti Nurfazilah, Mohd Fahmi, Sofiman Othman & P.C.Boyce
- Hanguana rubinea Škorničk. & P.C.Boyce
- Hanguana sitinurbayae Randi
- Hanguana stenopoda Siti Nurfazilah, Mohd Fahmi, Sofiman Othman & P.C.Boyce
- Hanguana thailandica Wijedasa & Niissalo
- Hanguana triangulata Škorničk. & P.C.Boyce